# Villa la Angostura
A cidade de Villa La Angostura se encontra localizada no departamento Los Lagos no sul da província de Neuquén, na Patagônia Argentina. Sobre a margem noroeste do Lago Nahuel Huapi.
Se encontra encravada no setor norte do Parque Nacional Nahuel Huapi, entre os picos Bayo (1792 m), Inacayal (1849 m) e Belvedere (1992 m) e o istmo que conecta com a península de Quetrihue, que da acesso ao Parque Nacional Los Arrayanes.
É considerada uma das aldeias mais bonitas da Patagônia. Sobre sua margem esquerda se encontra o lago Nahuel Huapi e sobre a margem direita o lago Correntoso. É um importante centro pesqueiro de salmonídeos sobre tudo no rio Correntoso, um rio de apenas 200 m que une os dois lagos. Conta com importantes pistas de esqui em Cerro Bayo. As condições de edificação respeitando um tradicional estilo alemão, a qualidade de seus chocolates e suas comidas típicas (cervo e trutas) convertem em um local ideal para aquelas pessoas que desejam passar um período de descanso rodeados pela natureza.
A localidade, catalogada como “aldeia de montanha”, apesar de que conta já com uma população um tanto abundante para ser considerada aldeia, está numa posição estratégica: está a quase meio caminho entre San Martín de los Andes e Bariloche, cidades muito maiores que ela e com uma atividade turística ainda maior. Villa la Angostura está rodeada de uma natureza exuberante e em grande parte virgem. Lagos cristalinos, montanhas, vales, bosques. O turista pode contar com absoluta liberdade. Pode chegar na maioria deles com transporte de ônibus regular da localidade e inclusive a pé.
Ao sul da vila, no extremo sul da península de Quetrihue (lago Nahuel Huapi), se encontra o «Bosque de Murta». Um lugar quase único no mundo, porque ali essa espécie, a murta tem grande porte e forma um bosque, coisa que não é usual em outras regiões do planeta.
Contava com 7301 habitantes em 2001, o que mais que duplica os 3056 em 1991 do censo anterior. Se estima que, atualmente, devido ao grande fluxo migratório recebido, a população estável supere os 12 000 habitantes.

## Etimología
A cidade toma o nome do istmo que comunica con a península de Quetrihué ("Lugar del quetri" en mapudungun), localizada na costa norte do lago Nahuel Huapi  onde se encontra a entrada ao Parque Nacional Los Arrayanes.

## História
A zona que hoje ocupa Villa La Angostura não é um lugar que tivera populações indígenas estáveis, devido ao rude clima daqueles invernos. Era -mais bem- zona de caçada e veraneio dos huilliches (manzaneros) e poyas, com deslocamentos via lacustre em embarcações de troncos escavados. Um inesperado ataque do general Conrado Villegas em 1881 expulsou para o sul as tolderías de Modesto Inacayal que invernavam nas nascentes do Limay. Este cacique prestigioso participava do Parlamento Shayhueque e foi com o que fugiu para o Chubut onde resistiram mais de três anos a perseguição militar argentina. Inacayal se entrega junto com os demais caciques, lanceiros e sua "escória" en 1884 no forte Junín de los Andes. Depois de vários traslados é "resgatado" da prisão militar El Retiro pelo Perito Francisco Moreno -quem estava agradecido pela sua hospitalidade em ocasião das viagens que anteriormente, explorando, havia efetuado pela zona. Terminou seus dias como porteiro no Museo de La Plata que Moreno dirigia.
Depois da expulsão dos manzaneros, se instalaram os primeiros colonos e eram imigrantes de origem alemã atraídos pela semelhança da paisagem com sua terra natal, previamente assentados no Chile. Eram comerciantes ou criadores de gado. O grupo étnico destes povoadores teve um importante legado em todos os aspectos de Villa La Angostura como a arquitectura, as comidas, e os costumes do resto de seus moradores em geral. Posteriormente, entre 1885 e princípios do século XX, chegaram mais colonos de origem europeia, como também sírio-libaneses e palestinos. Mais tarde, de todas as províncias argentinas.
A zona se definiu como argentina en 1902. O italiano Primo Capraro, que ali chegou em 1903, montou uma serraria estabeleceu uma linha de navegação pelo lago Nahuel Huapi e, vinte anos depois, construiu junto a a boca do Río Correntoso, o primeiro hotel. Villa La Angostura, foi fundada oficialmente em 15 de maio de 1932. Posteriormente a Universidade Nacional de Buenos Aires (UBA) estabeleceu em Villa la Angostura um de seus principais centros de período de férias, o qual leva o nome que homenageia a Inacayal.
Nos últimos trinta anos, a imigração é de origem urbana e de nível educacional médio-alto, com forte presença de mão de obra chilena.
Desde 2002, há novos imigrantes de perfis diversos, que “escapam” da violência e perda da qualidade de vida urbana nas cidades grandes, chegando para radicar-se na Cordilheira sem demasiado estudos das oportunidades nem das dificuldades que se apresentarão.

## Arquitetura
Além das belezas naturais que existem, outro ponto característico do lugar é a arquitetura. Em estilo alpino, a localidade apresenta um intrincado conjunto de normas de edificação que lhe permitem obter um estilo arquitectônico singular. Não se observam edifícios, e em geral, as construções estão limitadas a dois ou três pisos dependendo da zona.
Foi estabelecido que as edificações devem levar em sua grande maioria elementos existentes no lugar, tais como madeira e pedra.

## Clima
Esta localidade conta com um “microclima” especial. Este faz com que os verões e os invernos sejam menos extremos em suas temperaturas medias que nas áreas circundantes, deste modo a temperatura media anual de Villa La Angostura é de 9 °C  com máxima de 30 °C no verão (janeiro) e mínimas de -15 °C no inverno. Está imersa no clima frio úmido ou oceânico (influencia do oceano Pacífico, do outro lado da cordilheira dos Andes, para o oeste) o que provoca copiosas nevadas durante o inverno. Seus verões são temperados e secos, Ainda que esta última característica é menos extrema en Villa la Angostura por seu microclima. Assim seus invernos oscilam entre frios e muito frios, com abundante umidade que proporciona neve, a qual permite a prática de esquí em el Cerro Bayo. As precipitações chegam a alcançar os 2000 mm anuais em média.

## Flora e Fauna
Ao estar inserido dentro do Parque Nacional Nahuel Huapi compartilhe toda sua flora e fauna, por exemplo:
Flora:
- Murta do Sul, Cipreste, Coihue, Lenga, Ñire, Cana Colihue, Amancay, Notro, Digitalis.

Fauna:
- Huemul
- Cervo colorado, originario de Austria-Hungría (introduzido no país em 1906), e que alcançou uma grande propagação na região.

Huillín, mamífero aquático nativo em perigo de extinção. 
- Pudú

## Economía
Os principais motores da economia são a industria do turismo, o emprego público e a construção. Em meados dos anos noventa começou a crescer a atividade turística massivamente, o que provocou que outros setores da economía, como o comércio e a atividade imobiliária, se viram beneficiados. A indústria da construção esta íntimamente ligada com a atividade imobiliária e o turismo, e depende dos vaivéns econômicos que estas últimas tenham.
Historicamente, a atividade madeireira chegou a ocupar um lugar destacado da economia, porém a localidade ao estar inserida dentro de um Parque Nacional vê muito limitadas suas possibilidades de exploração.
Durante as temporadas de verão e inverno, são os momentos de maior atividade econômica. O lugar praticamente se transforma, e ao finalizar as temporadas recobra sua habitual tranquilidade.
As variações climáticas são um fator muito importante devido a que as condições que se apresentem podem afetar severamente os setores relacionados com o turismo.

## Atividades
A geografía do lugar permite uma grande variedade de atividades e esportes. São bem marcadas as atividades segundo se encontra na estação invernal ou estival. Durante o inverno os mais praticados são o esqui, snowboard e montanhismo nos andes também chamado na região como andinismo no centro de esqui Cerro Bayo; e durante a época estival se amplia a quantidade de atividades devido ao aumento de temperatura, o que permite entre outros, desfrutar das praias de seus numerosos lagos, praticar windsurf, kayakismo, mountain bike, canoagem, caminhadas, corridas a pé, cavalgadas, pesca esportiva e mergulho e excursões em 4x4 ou fourtracks.
Tal qual se tem consignado atividade muito importante do lugar, é a pesca principalmente de percas, trutas e salmonídeos. A mesma é reconhecida internacionalmente, e são famosos, entre os amantes do esporte, as desembocaduras do seu rio, destacando-se o rio Correntoso.

## Gastronomia
A gastronomia do lugar não oferece grandes variantes com respeito aos demais povos da cordilheira patagônica, dentro das quais se podem apreciar deliciosos pratos de trutas, cervos e javalis defumados; a preparação de molhos a base de cogumelos também esta muito difundida.
O grande frio reinante e a contribuição histórica de imigrantes alemães e suíços na região, tem levado uma grande difusão de pratos doces como Kuchen, Apfelstrudel e outras tortas típicamente germânicas, chocolates de alta qualidade e geléias de frutos silvestres.
Em toda a região é costume preparar a chicha, bebida anterior a chegada dos espanhóis.
A localidade conta com uma infraestrutura gastronômica de grande nível, que permite oferecer ao turista uma grande variedade de pratos, tanto locais como internacionais.

## Lugares interessantes
- Parque Nacional Los Arrayanes e península Quetrihue
- Parque Nacional Nahuel Huapi
- Cerro Bayo
- Río Correntoso
- Lago Correntoso
- Lago Espejo
- Lago Nahuel Huapi
- Museu Histórico Regional de Villa La Angostura
- El Messidor